# BMW řady 6
BMW řady 6 je modelová řada luxusních vozů třídy Gran Turismo vyráběných německou automobilkou BMW. Vozy určené zejména pro svižné cestování na delší vzdálenosti jsou typické vysokou úrovní komfortu a rychlosti.
Řada byla představena v roce 1976 v podobě dvoudveřového kupé generace E24 a vydržela ve výrobě do roku 1989, kdy byla nahrazena novou řadou 8. Návrat k označení řady 6 nastal až v roce 2003 s představením druhé generace E63, kdy došlo k rozšíření nabízených variant o kabriolet. Přímým nástupcem a posledním kupé byla generace F12, dostupná i v nové prodloužené karosářské variantě Gran Coupé se čtyřmi dveřmi.
Rok před ukončením produkce třetí generace v roce 2018 byla na trh uvedena řada 6 GT se zcela odlišnou koncepcí. Karoserie dvou a čtyřdveřových kupé byla nahrazena pětidvěřových liftbackem na podvozku s prodlouženým rozvorem. Sportovní charakter byl upozaděn ve prospěch většího pohodlí a praktičnosti.

## První generace - E24 (1976-1989)
Řada 6 byla oficiálně představena v roce 1976 jako nástupce šestiválcových kupé BMW E9. První generace byla nabízena výhradně jako kupé, s řadovými šestiválcovými benzinovými motory s objemy od 2.8 do 3.5 litru.
Vzhled z rukou designéra Paula Bracqa navazoval na designový směr BMW dané doby, charakteristickými prvky negativně skloněná přední maska se zdvojenými světlomety, bezrámová okna, nebo zalomení C-sloupku známé jako Hofmeisterova křivka (německy: Hofmeister-Knick).
Za dlouhých třináct let produkce prošla tato generace dvěma zásadnějšími inovacemi, které změnily nejen vnější vzhled, ale i techniku vozu. V roce 1983 byla původní platforma z řady 5 E12 nahrazena novější z řady 5 E28, což mělo vliv na většinu komponent vozu, včetně interiéru. Druhý inovační cyklus z roku 1987 pak převzal některé komponenty z nové řady 7 (E32).
Nabídka motorů sázela téměř výhradně na spolehlivý typ M30, s výjimkou nejvyšší výkonnostní specifikace s jednotkami M88, resp. S38 pro americký trh.

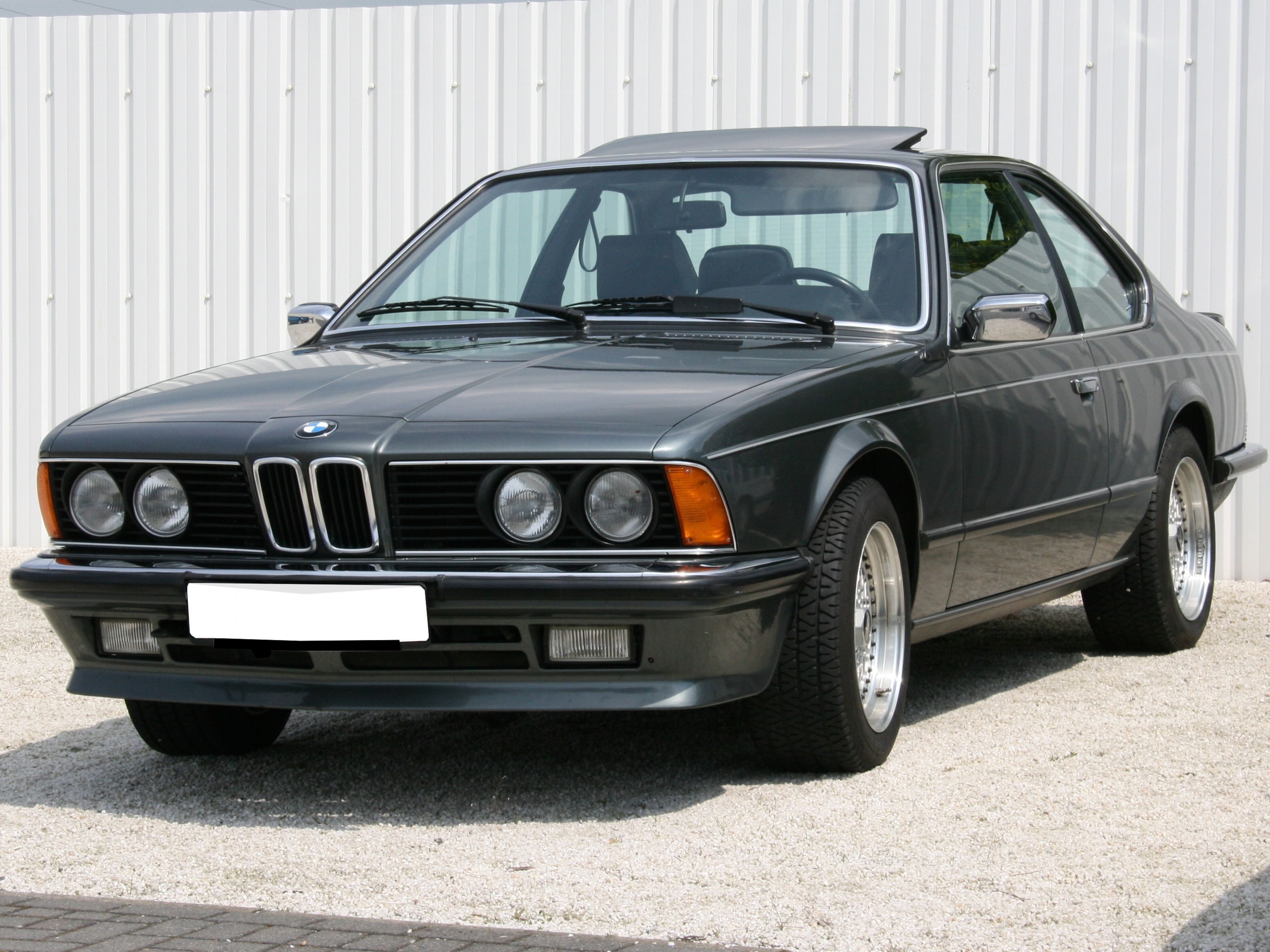
BMW 635CSi

### Přehled motorizací:
- 630CS – výkon 185 k, 1975 – 1979
- 630CSi – výkon 178 k, 1976 – 1977, pouze USA
- 628CSi – výkon 184 k, 1979 – 1987
- 633CSi – výkon 200 k, 1975 – 1979
- 633CSi – výkon 197 k, 1979 – 1984
- 635CSi – výkon 218 k, 1978 – 1987
- 635CSi – výkon 185 k, 1985 – 1987, s katalyzátorem
- 635CSi – výkon 220 k, 1987 – 1989
- 635CSi – výkon 211 k, 1987 – 1989, s katalyzátorem
- M635CSi – výkon 286 k, 1984 – 1989
- M635CSi – výkon 260 k, 1986 – 1989, s katalyzátorem

Řada 6 byla v roce 1989 nahrazena novou řadou 8 E31.

## Druhá generace - E63/E64 (2003-2010)

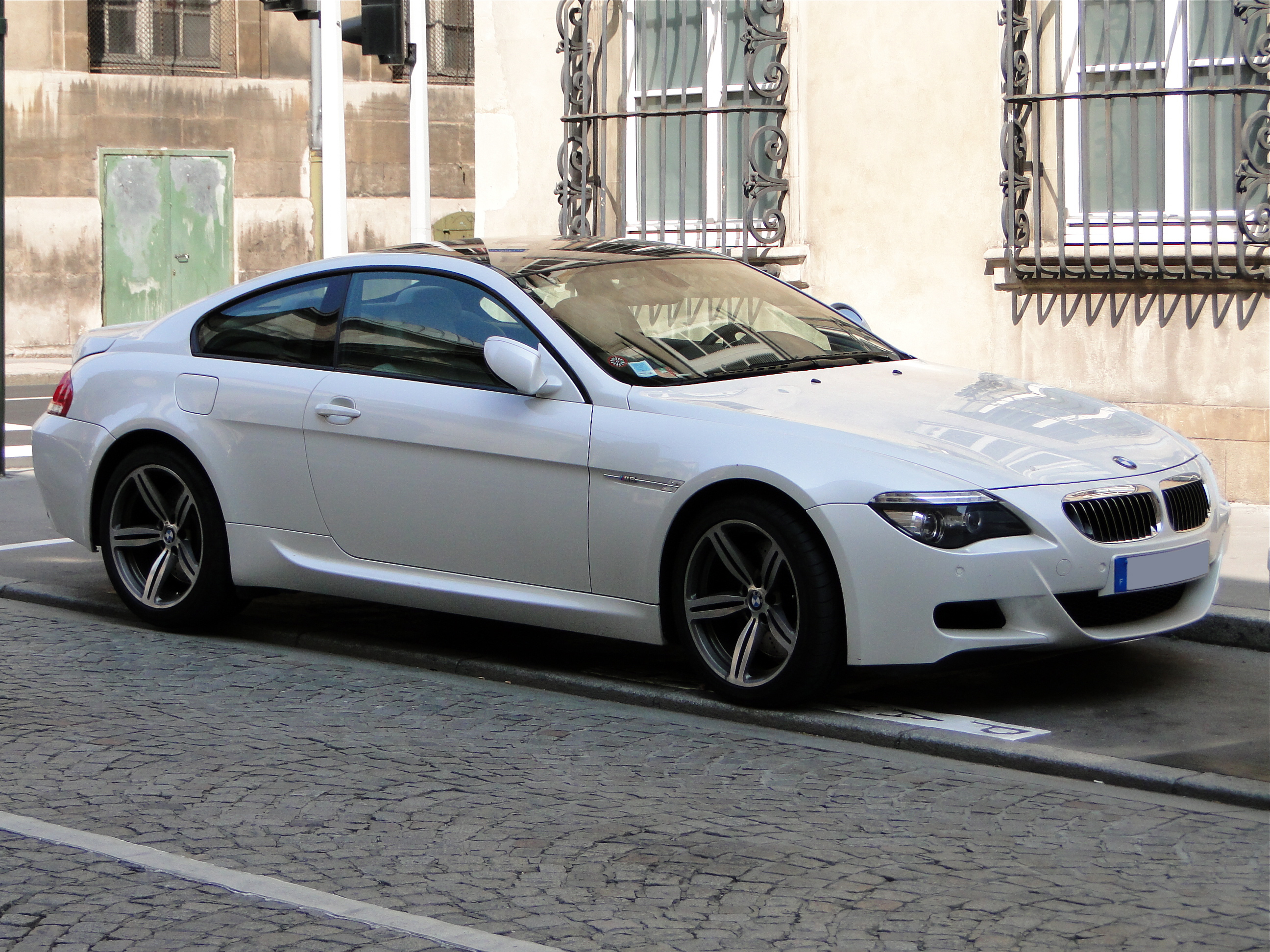
BMW M6

Po čtrnáctileté pauze představilo BMW druhou generaci řady 6 ve dvou provedeních: kupé a kabriolet. Auto se po uvedení stalo terčem kritiky kvůli komplikovanému infotainment systému iDrive a rovněž nepříliš pozitivně přijímanému designu z pera Chrise Bangla. Přesto počet vyrobených kusů překonal hranici sto tisíc.
S výjimkou jediného šestiválcového dieselu zahrnovala nabídka motorů výhradně šesti a osmiválcové benzínové motory. Specifickým byl model M6 představený v roce 2005 s motorem o objemu 5.0 litrů a výkonem 507 koní pod kapotou, jediným desetiválcem značky BMW.

### Přehled motorizací:
- 630Ci – R6, výkon 258 k, 2004 – 2007
- 630i – R6, výkon 272 k, 2007 – 2010
- 645Ci – V8, výkon 333 k, 2003 – 2005
- 650i – V8, výkon 367 k, 2005 – 2010
- M6 – V10, výkon 507 k, 2005 – 2010
- 635d – R6, výkon 286 k, 2007 – 2010, diesel

## Třetí generace - F12/F13/F06 (2011-2018)

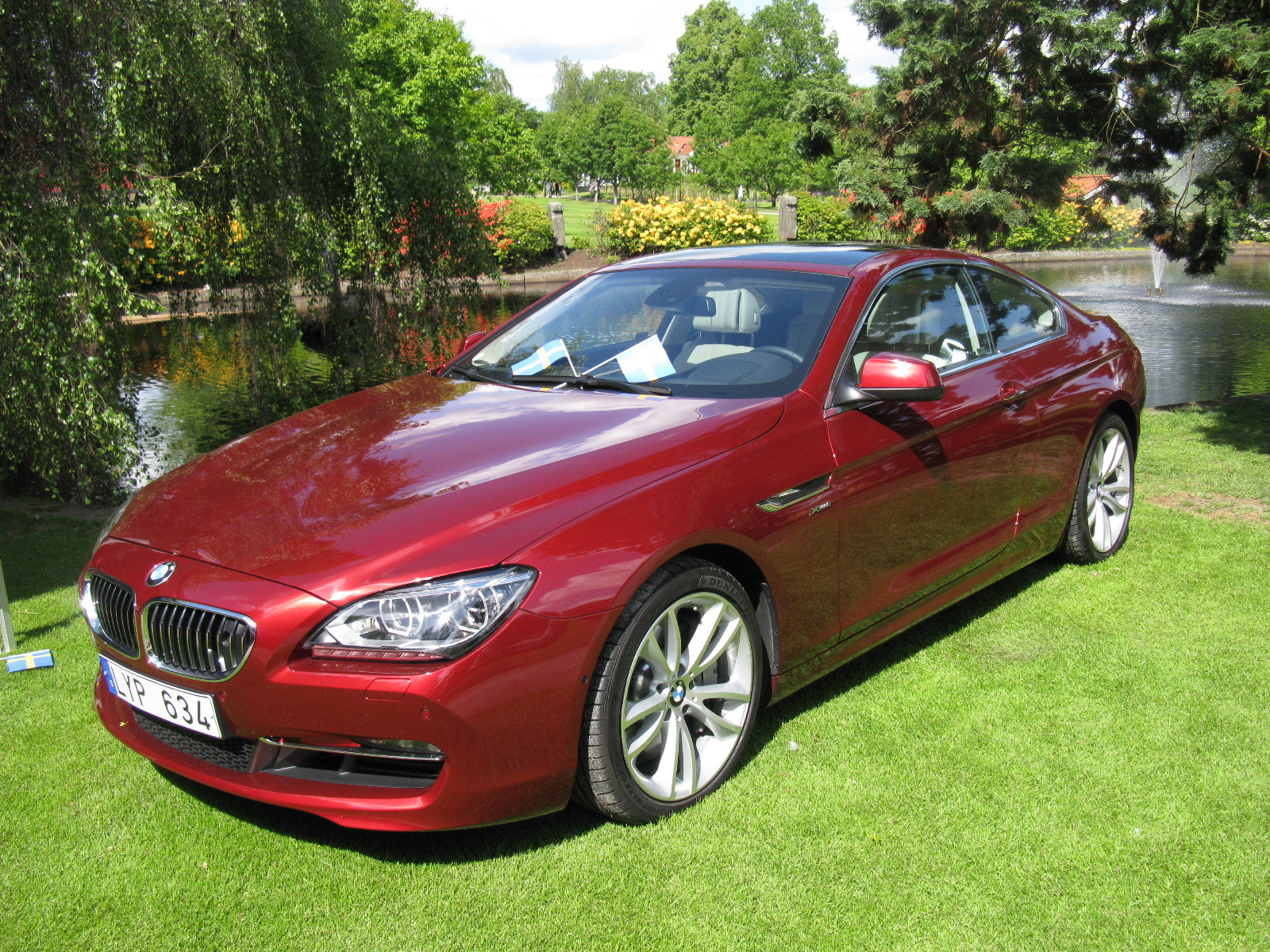
BMW 650i třetí generace

Třetí generace, uvedená do prodeje v roce 2011, je postavená na základech BMW řady 5 (F10). Vedle dvou karosářských verzí převzatých z předchůdce nabídla novinku v podobě čtyřdvěřového Gran Coupé jako sportovnější a exkluzivnější alternativu k výchozímu sedanu vyšší střední třídy.
Výběr pohonných jednotek se omezil na již výhradně přeplňované motory, a to řadový benzínový, případně dieselový šestiválec, anebo benzínové osmiválce o objemu 4.4 litru. Stejný motor, avšak posílený až na 553 koní, získala i vrcholná verze M6, dostupná ve všech karosářských verzích.

### Přehled motorizací:
- 640i – R6, výkon 315 k, 2011 – 2019
- 650i – V8, výkon 402 k, 2011 – 2013
- 650i – V8, výkon 444 k, 2013 – 2019
- M6 – V8, výkon 553 k, 2012 – 2018
- 640d– R6, výkon 308 k, 2011 – 2018, diesel

Řada 6 kupé byla v roce 2018 opět nahrazena, tentokrát řadou řadou 8 (G15).

## Čtvrtá generace - G32 (2017-)

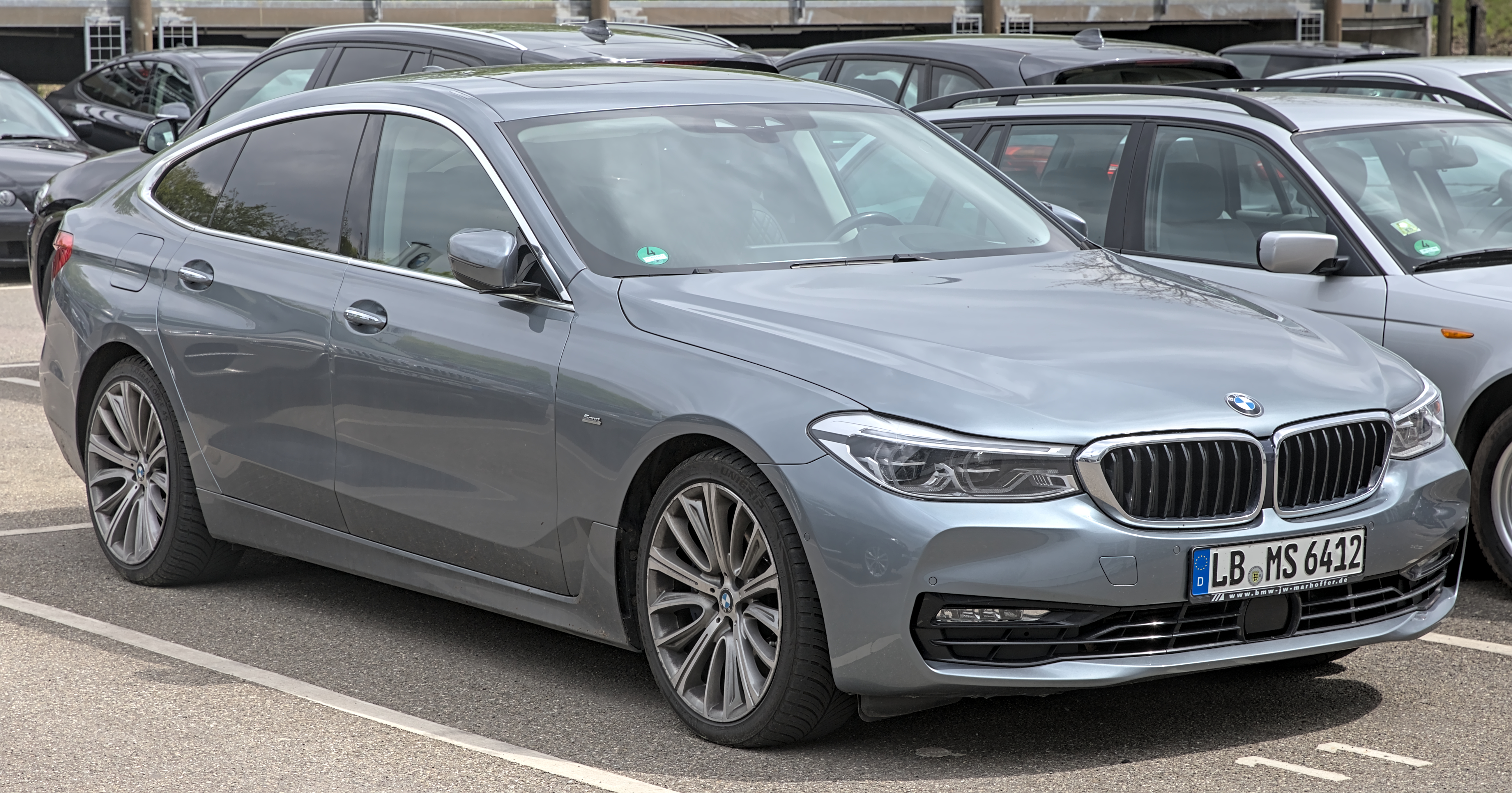
BMW 640d GT

Po představení nové řady 8 v roce 2018 s provedením kupé, Gran Coupé i kabriolet neměla řada 6 přímého nástupce. Vzniklý prostor tak zaplnil vůz zcela jiné koncepce – prostorný luxusní pětidveřový liftback 6 GT, technicky navazující na dřívější BMW řady 5 Gran Turismo.
Z toho důvodu nabízí i některé prvky či parametry neobvyklé pro řadu 6, např. samonivelační systém, kufr o objemu 610 litrů, volitelné vzduchové odpružení, řízení zadní nápravy a jiné.
Jinému způsobu využití odpovídá i nabídka motorů, sestávající výhradně z nových dvou a třílitrových přeplňovaných jednotek v benzínovém i naftovém provedení. Automatická převodovka je standardem, volitelně je k dispozici pohon všech kol xDrive.
Tři roky po uvedení dostalo Gran Turismo facelift, v jehož rámci byly pohonné jednotky doplněny o mild-hybridní pohonný systém.

### Přehled motorizací:
- 630i – R4, výkon 258 k, 2017 – 2022
- 630i – R4, výkon 245 k, 2022 –
- 640i – R6, výkon 340 k, 2017 – 2020
- 640i – R6, výkon 333 k, 2020 –
- 620d – R4, výkon 190 k, 2018 –
- 630d – R6, výkon 265 k, 2017 – 2020
- 630d – R6, výkon 286 k, 2020 –
- 640d – R6, výkon 320 k, 2017 – 2020
- 640d – R6, výkon 340 k, 2020 –